# Tamaki Miura
Tamaki Miura  (三浦 環, Miura Tamaki, rozená Šibata (柴田) 22. února 1884 Tokio – 26. března 1946 Tokio) byla japonská operní zpěvačka, která ztvárnila roli Čó-Čó-san v Pucciniho opeře Madam Butterfly.

## Životopis

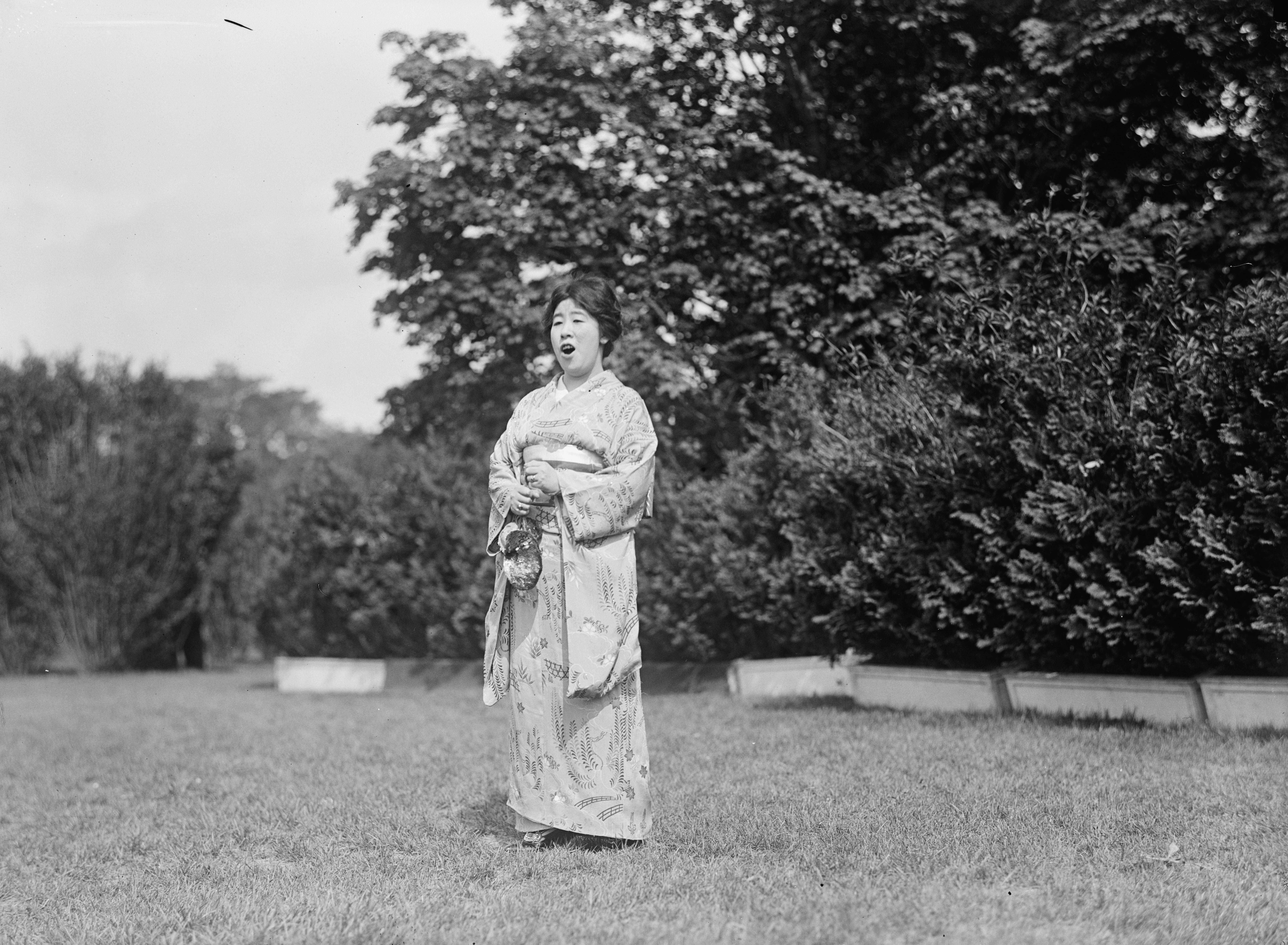
Tamaki Miura v roce 1917

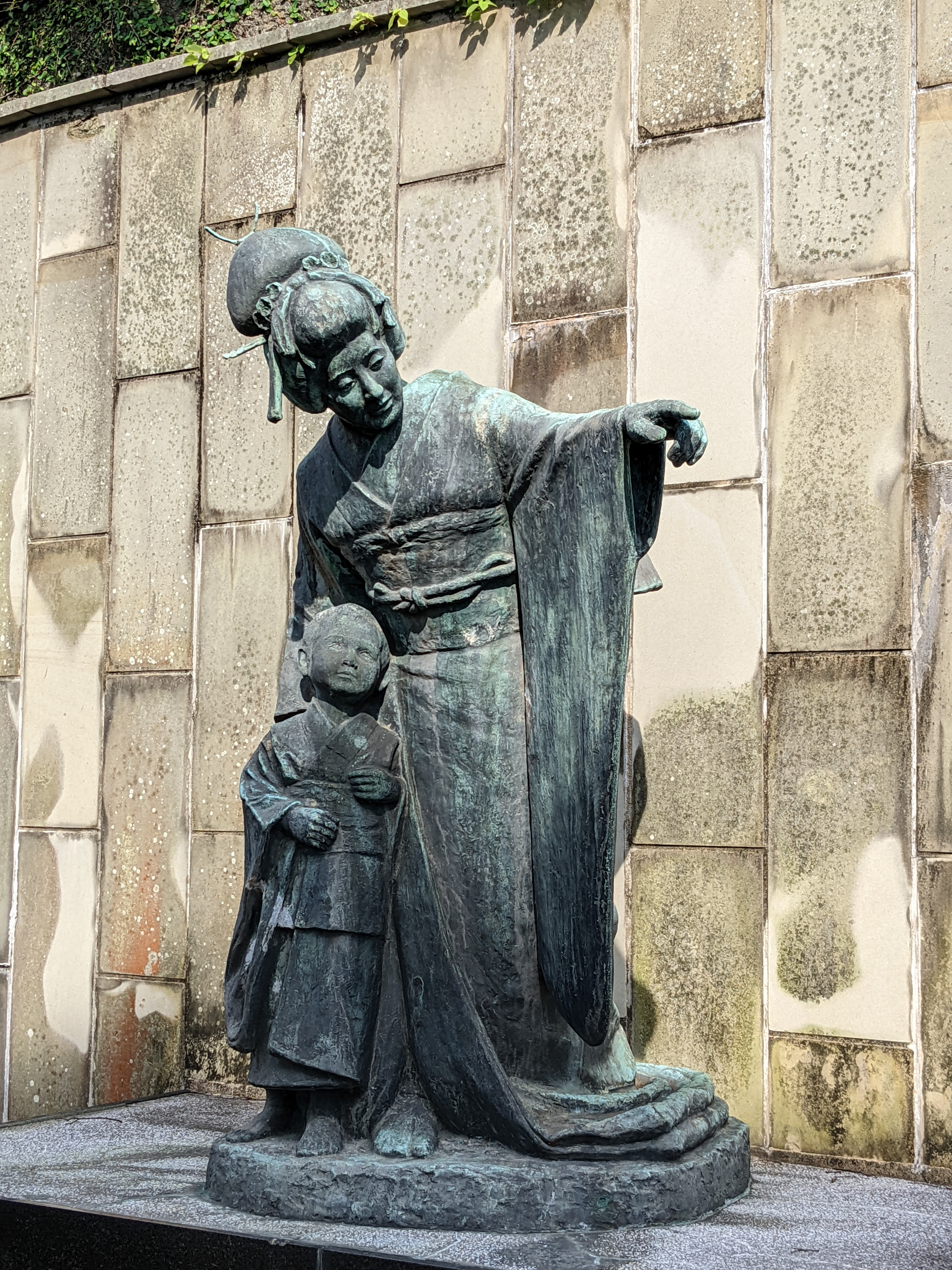
Socha Tamaki Miury v parku Glover Garden v Nagasaki

Narodila se jako první dcera Móho Šibaty a Towy rozené Nagata, 22. února 1884 v Tokiu. Její otec, milovník hudby, přivedl dceru k tradičnímu japonskému tanci a hudbě. Při studiu střední školy se Tamaki rozhodla žít život profesionální hudebnice. Vliv na toto rozhodnutí měla její učitelka Sugiura Čika, absolventka Tokijské hudební školy. Krátce před nástupem na Tokijskou hudební školu v roce 1900 se Tamaki provdala za armádního lékaře Zenničiho Fúdžiho, protože ji k sňatku s ním tlačil otec. Později v roce 1907 se rozvedli, poté co dostudovala a započala svou profesní kariéru.
Na Tokijské hudební škole se naučila hrát na klavír, na housle a zpívat. Když se v Japonsku konalo první operní představení v roce 1903 v posluchárně Tokijské hudební školy, Miura získala roli již jako studentka, čím získala první reputaci. V roce 1904 promovala a brzy poté byla na fakultě zaměstnána, nejdříve jako asistentka a později jako docentka. Vybudovala si kariéru učitelky i umělkyně.
Svůj první profesionální operní debut měla v roce 1911 v Tokiu. V roce 1913 se provdala za perspektivního mladého lékaře Miuru, a v dalším roce odjeli do Evropy, aby zde vystupovala a studovala. Nejdříve jeli do Berlína odkud odjeli do Londýna, poté co si Japonsko s Německem vyhlásili válku. V Londýně dostala příležitost: do role Čó-Čó-san ji obsadil novátorský režisér Vladimir Rosing v rámci své Spojenecké operní sezóny, která se konala v květnu a červnu 1915 v Londýnské opeře.
Na podzim roku 1915 vystupovala v této roli v Americe, nejdříve Chicagu s Bostonskou operní společností. Dále zpívala v St. Louis v Missouri. Příznivé recenze vedly k dalším vystoupením v Madam Butterfly a v Mascagniho Iris v New Yorku, San Franciscu a v Chicagu. Poté se vrátila do Londýna, aby zde pracovala s Beechamovou společností. V roce 1918 se vrátila do Spojených států, kde po dvě sezóny vystupovala v Madam Butterfly a v Madame Chrysanthème Andérho Messagera, což se v druhém případě nesetkalo s příznivým přijetím. V roce 1920 hostovala v operních domech v Monte Carlu, Barceloně, Florencii a v Římě. Při návratu z turné do Japonska se v roce 1922 zastavila v Nagasaki, aby se podívala na místa spojená s operou Madam Butterfly a vystoupila zde.
V roce 1924 se vrátila do Spojených států, aby vystoupila v opeře Operní společnosti San Carlo. O dva roky později opět jela do Chicaga kvůli hlavní roli v Namiko-san Alda Franchettiho. Poté se zúčastnila různých turné a zpívala v Itálii (v březnu 1931 zpívala v Teatro Verdi of Pisa se slavným tenorem Amandem Binim, dále v Carani in Sassuolo, Modena in Livorno, Florencie, Lucca, Pistoia, Turín, Novi Ligure, Rimini), než se v roce 1932 vrátila do Japonska.
V roce 1940 pomáhala Araiovi Wagoró s produkcí a distribucí Madame Butterfly's Illusion.
Zemřela 26. března 1946 v Japonsku. Její socha se nachází v parku Glover Garden v Nagasaki.